# اليأس (رواية)
اليأس (بالإنجليزية: Desperation) هو عنوان رواية رعب للكاتب الأمريكي ستيفن كينغ. نُشرَت في عام 1996 في آن واحد مع الرواية النظيرة لها «المُنظِّمون» (بالإنجليزية: The Regulators)، ونُشرَت الرواية تحت اسم كينغ المستعار ريتشارد باكمان. حُوِّلَت في عام 2006 إلى فيلم تليفزيوني من بطولة رون بيرلمان وتوم سكيريت وستيفن ويبر. تمثل الروايتان لبعضهما البعض عالمين متوازيين، وتوجد معظم شخصيات عالم الرواية الأولى في عالم الرواية الثانية وإن كان ذلك في ظروف مختلفة.
اليأس هي رواية تحكي قصة العديد من الأشخاص الذين يختطفهم كولي انتراجيان أثناء سفرهم على الطريق السريع 50 المقفر في ولاية نيفادا. يستخدم إنتريجيان ذرائع مختلفة لعمليات الاختطاف، بدءًا بالتوقيف لحيازة المخدرات إلى «إنقاذ» أسرة من مسلح غير موجود. يتضح للمختطفين أن إنتريجيان يستحوذ عليه كائن شرير «تاك» يسيطر على الحياة البرية في الصحراء المحيطة ويجب عليه أن يغير مضيفيه ليبقى على قيد الحياة. يشرعون في القتال من أجل حريتهم وسلامتهم العقلية وحياتهم قبل أن يدركوا أن عليهم حبس تاك في المكان الذي جاء منه لكي يستطيعوا الهروب من بلدة اليأس.

## الحبكة
يقود بيتر وماري جاكسون سيارتهما بهدوء على طريق مهجور في ولاية نيفادا عندما يوقفهما المختل كولي إنتريجيان ويحتجزهما. يؤخذان إلى قسم الشرطة في بلدة صغيرة مهجورة تحوي منجمًا تُدعى بلدة اليأس، حيث يقتل إنتريجيان بيتر. يحتجز هناك العديد من الأشخاص الآخرين وهم أسرة كارفر التي قتل إنتريجيان ابنتهما أيضًا، والكاتب جوني مارينفيل الذي كان في رحلة لجمع المواد عبر المقاطعة على دراجته، وطبيب البلدة البيطري توم بيلينغسلي. في تلك الأثناء، يجد ستيف مساعد جوني الذي كان يلحق به على مسافة بعيدة دراجة جوني ويبحث عنه مع سينثيا التي كانت تسافر برفقته.
يأخذ إنتريجيان إيلين كارفر معه، ويتمكن ابن أسرة كارفر المتدين دايفيد أثناء غيابه من تحرير الجميع، وتتخذه المجموعة دليلًا روحانيًا. يلتجئون إلى مسرح مهجور وينضم إليهم ستيف وسينثيا وأودري التي تعمل في المنجم. يدركون أنهم الناجون الوحيدون من مجزرة ارتكبها كائن غيبي يدعى تاك. كان تاك محبوسًا في حفرة منجم قديم ويمكنه استحواذ البشر، ولكن ذلك يؤدي إلى تدهور حالة المضيف بسرعة ويحتاج إلى تغيير المضيفين. يستطيع تاك أيضًا السيطرة على حيوانات الصحراء مثل حيوانات القيوط والحدأة والعناكب والعقارب. يُقتَل بيلينغسلي بواسطة قيوط يسيطر عليه تاك، وتحاول أودري تحت تأثيره قتل دايفيد. تكاد تنجح في خنقه ولكن يحول تدخل ستيف وجوني دون ذلك. يستحوذ تاك على جسد إيلين ويختطف ماري.
يفكر الناجون في مغادرة المدينة، لكن دايفيد يكشف لهم بعد استيقاظه من غيبوبة أن القدر يخبئ لهم أمرًا آخر. تستغل ماري حالة التدهور السريع التي أصابت جسد إيلين لتهرب منها، ويستحوذ تاك بعد موت إيلين على جسد عقاب ذهبي. تحصل المجموعة على بعض متفجرات «أنفو» لتفجير البئر الذي هرب منه تاك. يهاجم تاك دايفيد ولكنه يقتل والده (رالف) الذي ضحى بنفسه من أجله. يأخذ جوني مكان دايفيد المفجوع حديثًا بوالده لتنفيذ مهمة تفجير البئر ويقوم بذلك حابسًا تاك في الداخل. يشرع دايفيد وماري وستيف وسينثيا بمغادرة بلدة اليأس.  يجد دايفيد في جيبه إذن تغيب عن حصة دراسية مكتوبٌ عليه رسالة من جوني ينهيها باقتباس من الكتاب المقدس.

## وصلات خارجية
- Blurbs concerning the book.